# Батлер, Маргарет
Маргарет Батлер (англ. Lady Margaret Butler; ок. 1460 — между 30 сентября 1539 и 20 марта 1540) — младшая дочь и сонаследница Томаса Батлера, 7-го графа Ормонда. Была замужем за богатым землевладельцем из Норфолка сэром Уильямом Болейном. 
Их старший сын Томас, граф Ормонд и Уилтшир был влиятельным государственным деятелем при дворе Генриха VIII Тюдора. Внучка Маргарет, Анна Болейн, стала второй супругой короля Генриха VIII, а правнучка Елизавета — правящей королевой Англии.

## Биография
Маргарет Батлер происходила из старинного англо-ирландского рода и появилась на свет в фамильном замке Килкенни, расположенном в одноимённом графстве в Ирландии. Она была дочерью Томаса Батлера, 7-го графа Ормонда, и его первой жены Анны Хэнкфорд, со стороны отца её дедом был Джеймс Батлер, 4-й граф Ормонд, бабкой — Джоан де Бошан. Со стороны матери дедом Маргарет был сэр Ричард Хэнкфорд, а бабкой — Анна де Монтегю. У Маргарет была полнородная старшая сестра Анна, впоследствии ставшая женой сэра Джеймса Сент-Леджера, и единокровная младшая сестра Элизабет (от второго брака её отца с Лорой Беркли), скончавшаяся в детстве в 1510 году.
Отец Маргарет владел внушительным состоянием, землями и множеством маноров в Англии, однако у него не было законного наследника мужского пола, только дочери, которым впоследствии предстояло разделить между собой собственность Батлеров. К 1475 году Маргарет вместе со своей сестрой Анной считалась потенциальной сонаследницей графа Ормонда, и этот фактор, как и её высокое происхождение, сыграл не последнюю роль при переговорах о браке с Уильямом Болейном, сыном богатого купца Джеффри Болейна из Бликлинга, Норфолк, и его жены Анны Хоо. Кроме того, Болейн неоднократно оказывал финансовую помощь Томасу Батлеру ещё до того, как тот вступил в наследство, и, отдавая за Болейна свою дочь, Батлер не преминул обеспечить ей богатое приданое. Точная дата свадьбы Уильяма и Маргарет неизвестна, скорее всего она состоялась в 1475 году. Их первенец, дочь Анна, родилась в том же году. Всего у пары было одиннадцать детей, их старшим сыном был Томас, отец Анны Болейн. Сведений о том, как складывались отношения между супругами, не сохранилось.
Маргарет овдовела в 1505 году. Томас Болейн, как старший сын и наследник, в феврале 1506 года получил от короля позволение вступить во владение своим имуществом. В соответствие с завещанием своего отца ему предстояло выделять его вдове на содержание 200 марок в год. В том же году Маргарет перебралась из Бликлинга в замок Хивер вместе со старшим сыном и его семьёй. В 1511 году, за четыре года до смерти графа Ормонда, Томас приступил к урегулированию наследственного вопроса. Они достиг взаимного соглашения с матерью, по условиям которого Томас должен был получить всё, что перейдёт Маргарет по завещанию её отца взамен на ежегодную ренту в размере 200 марок и несколько поместий в Норфолке, включая Бликлинг, а также земли в Бакингемшире и Хертфордшире. Ренту надлежало выплачивать дважды в год.
Её отец, Томас, был другом короля Генриха VII Тюдора и заседал как в парламенте Англии, так и Ирландии. Он умер в 1515 году, не оставив законного наследника мужского пола. Его имущество и права на титул отошли семьям двух его дочерей, Маргарет (супруге Уильяма Болейна) и Анны (супруге Джеймса Сент-Леджера), что впоследствии спровоцировало конфликт Болейнов и Сент-Леджеров с Пирсом Батлером, кузеном графа Ормонда, также заявившим о своих притязаниях на наследство, позднее разрешившийся в пользу Томаса Болейна.
Маргарет скончалась в период между сентябрём 1539 года и мартом 1540 года. Поместье Бликлинг-холл, бывшее частью её вдовьей доли, перешло Джейн, леди Рочфорд, жене внука Маргарет, Джорджа Болейна. После казни Джейн в 1542 году поместье унаследовал один из сыновей Маргарет, Джеймс Болейн.

## Дети
В браке с Уильямом Болейном Маргарет стала матерью одиннадцати детей.
- Анна (ок. 1475—1556), была замужем за сэром Джоном Шелтоном[англ.][12];
- Томас (ок. 1477—12 марта 1539), старший сын и наследник, был женат на леди Элизабет Говард. Отец Анны Болейн, Мэри Болейн и Джорджа, виконта Рочфорда[12];
- Анна (1478—1479)[12];
- Джон (1481—1484)[12];
- Энтони (1483—1493)[12];
- Амата (или Джейн[13]; ок. 1485—1543), была замужем за сэром Филиппом Калторпом[12];
- Элис[англ.] (ок. 1487—1538), была замужем за сэром Робертом Клером[12];
- Уильям (ок. 1491—1571)[12], получил образование в колледже Гонвилл-энд-Киз Кембриджского университета, стал священником, служил архидиаконом Уинчестерским[14];
- Джеймс[англ.] (ок. 1493—1561), был женат на Элизабет Вуд[англ.][12];
- Эдвард (ок. 1496 — ок. 1536), был женат на Анне Темпест[12];
- Анна (или Маргарет), была замужем за сэром Джоном Саквиллом[12].

## В художественной литературе
Маргарет Батлер, или бабушка Болейн, фигурирует как второстепенный персонаж в романе британской писательницы Филиппы Грегори «Другая Болейн» (также известен под названием «Ещё одна из рода Болейн»).